# 遠洋白鰭鯊
远洋白鳍鲨（学名：Carcharhinus longimanus），又名長鰭真鯊、污斑白眼鮫，為軟骨魚綱真鯊目真鯊科的其中一種，是一种分布于热带和温暖海域上层的大型鲨鱼。被IUCN列為極危保育類動物。其敦实的身体上最引人注目的是那狭长、尖端白而圆的鰭。
这种鲨鱼行动缓慢但很具攻击性，对于海难或海上空难事件的幸存者来说非常危险。研究表明远洋白鳍鲨的数量正急剧下降。其大片的鳍可制成魚翅，因而拥有较高的经济价值。白鳍鲨面临着越来越多渔业捕杀。

## 分类
博物学家勒内-普里梅韦勒·莱松于1822至1825年乘护卫舰“贝壳号”（Coquille）环游世界，他在此次旅程中首次描述了远洋白鳍鲨。莱松描述了在法屬玻里尼西亞土阿莫土群岛发现的两个标本，并将该鲨鱼命名为“Squalus maou”，该词来源于波利尼西亚语，意为“鲨鱼”。但莱松的描述和命名之后被遗忘了。
1861年，古巴人费利佩·波伊将这种鲨鱼命名为“Squalus longimanus”，之后又更名为“Pterolamiops longimanus”。其种加词“longimanus”来源于拉丁文，有“很长的手”之意，指遠洋白鰭鯊较长的胸鳍。远洋白鳍鲨在英文中还有许多常见的别名，如“布朗·米尔伯特的沙条鲨鱼”（Brown Milbert's sand bar shark）、“棕鲨”（brown shark）、“长野鲨”（nigano shark）、“白鳍鲸”（whitetip whaler）和“白鳍鲨”（whitetip shark）。
根据国际动物命名法规的原则，通常最先发布的命名拥有优先权，因此远洋白鳍鲨的有效学名应该是“Carcharhinus maou”。然而，莱松的命名由于长期被遗忘，最终意为“很长的手”的学名“Carcharhinus longimanus”更广为人知并获得了认可。

## 分布和栖息地
全球范围内水温在18°C以上的开阔深海海域都有可能存在远洋白鳍鲨。其常见于水温20至28°C的海域，如果水温低于这个范围，远洋白鳍鲨就会趋于离开另觅更温暖的栖息地。遠洋白鰭鯊一度分布非常广泛，在相应海域也很常见。但一份1992至2000年对大西洋西北部和中及西部的美国远洋延绳钓日志数据表明，仅在这几年的时间里，远洋白鳍鲨的数量就下降了70%。
在全球所有北纬45°到南纬43°之间的开阔海域都曾发现过远洋白鳍鲨的身影。2004年，在瑞典西海岸发现了一条远洋白鳍鲨的尸体，该位置远超过以往认知的该物种生活区域的北部边界。
远洋白鳍鲨大部分时间都生活在不超过150米深的上层海域，喜近海深水区。根据上面提到的延绳钓捕捉数据，鲨鱼的数量随着离岸距离的增加而增加。偶尔其也会在距陆地较近水深仅有37米的海域出现。但这种现象仅出现于夏威夷群岛等大洋孤岛或是大陆架极为狭窄海岸距离深水区极近的地区出现。虽然在一些食物丰富的地方可以看到远洋白鳍鲨成群出现，但通常情况下其喜独居生活。远洋白鳍鲨没有昼夜节律，昼夜都很活跃。由于鱼鳍宽，其游泳速度较慢。虽然在生活习性上远洋白鳍鲨喜欢独居，但其身边往往会存在舟鰤、鲯鳅和鮣魚。1988年，一位名叫杰里米·斯塔福德·迪奇的男子报告自己看到了一条短肢領航鯨与一条远洋白鳍鲨共游。

## 解剖结构和外形

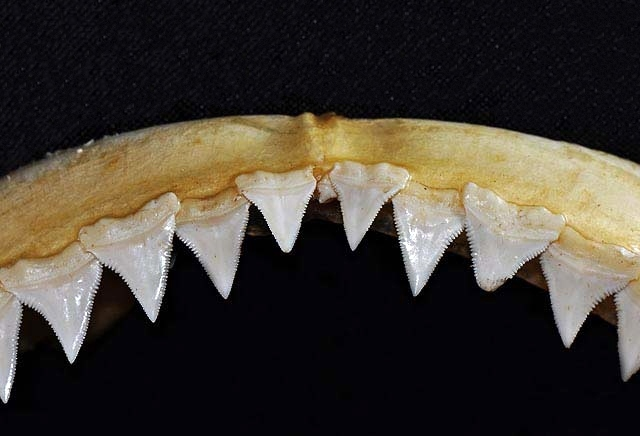
上颚

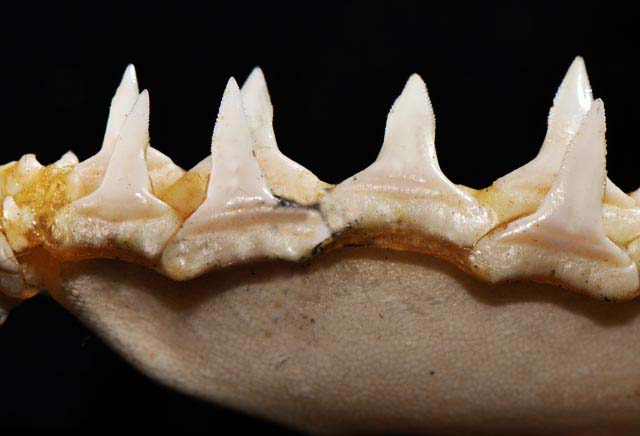
下颚

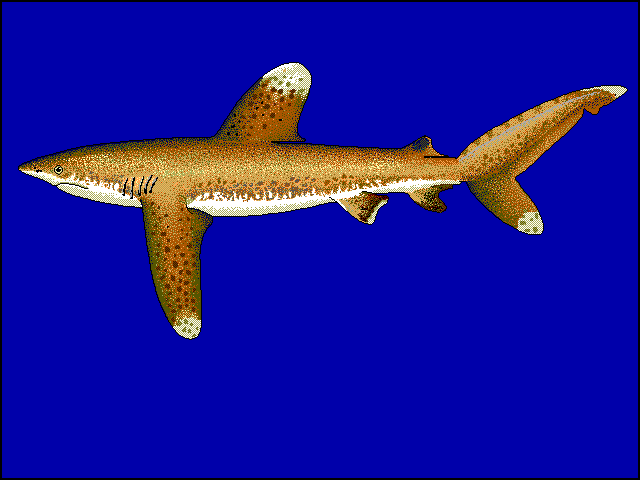
远洋白鳍鲨草图

远洋白鳍鲨最显著的特点其长型的翼状胸鳍和背鳍，其远长于其它大多数鲨鱼，且尖端圆润。远洋白鳍鲨的鼻子和眼睛都为圆形，眼睛存在瞬膜。
远洋白鳍鲨拥有典型的真鲨科身形，仅略扁平，而背弯。其背部因地区而异可呈青铜色、棕色、蓝色或灰色，腹部则为白色，少数呈黄色。在所有真鲨科物种里，远洋白鳍鲨体型尺寸中等，捕获的标本中最长的有4米。由于很少捕获长度超过3米标本，所以这条标本的尺寸已非常巨大。有纪录远洋白鳍鲨的体重最终可达170公斤。雌性通常会比雄性长10厘米。性成熟的雄性长多为1.7至1.9米，雌性则长1.8至2米。1950年代，生活在墨西哥湾的远洋白鳍鲨平均重86.4公斤，到了1990年代则下降至仅56.1公斤。
大部分远洋白鳍鲨的鳍（背鳍，胸鳍，腹鳍，尾鳍）的末端呈白色，幼鱼标本和少数成鱼则无此特征。鳍其他部分可存在斑点，幼鱼可存在黑色的斑点。第一和第二背鳍之间可能存在明显的鞍状斑点。远洋白鳍鲨的牙齿形态多样，下颚为相对较小的三角形薄锯齿，两侧各13至15颗。上颚为相对较大的三角形锯齿，两侧各14至15颗。锯齿较平，通常有5到7个脊。

## 进食
远洋白鳍鲨以浮游头足纲和硬骨鱼类为主要食物。不过其进食种类可以更为多样化，选择性更低，它已知的食物种类包括馬鮁科、黄貂鱼、海龟、鸟类、腹足纲、甲壳亚门和哺乳动物的腐肉。它食用的硬骨鱼类包括帆蜥魚科、皇帶魚科、梭子魚、鰺科、鲯鳅、旗魚、鮪魚和鲭鱼。它的进食方式包括朝一群鱼咬食或是张着嘴游过大群的金枪鱼。当吃到其它种类的鱼时，它会变得很有攻击性。小说《大白鲨》的作者彼得·本奇利曾观察到远洋白鳍鲨游在領航鯨旁边，并以后者的粪便为食。

## 行為

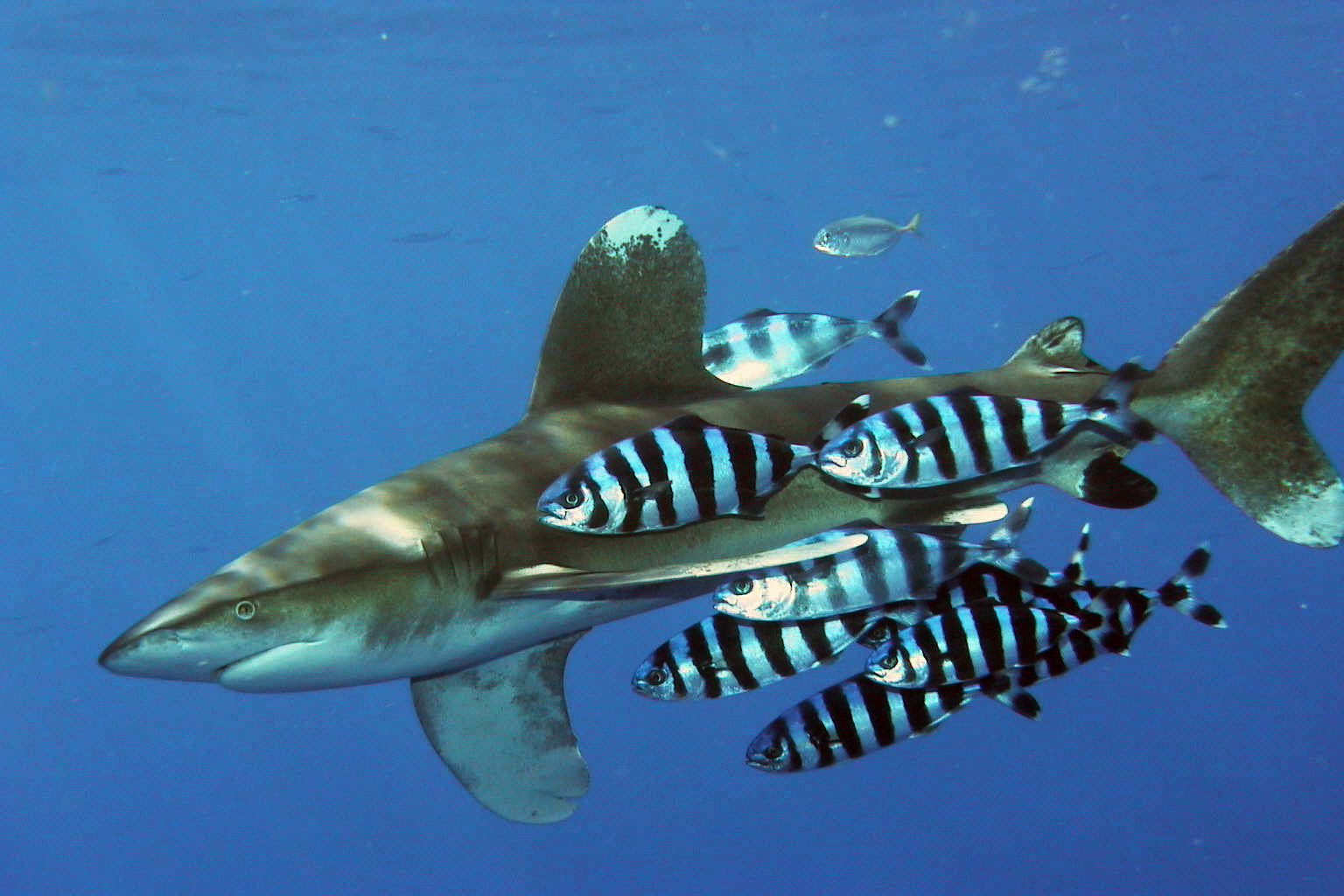
攝於埃及紅海的遠洋白鰭鯊，正與一群舟鰤一起活動。

通常，白鳍鲨喜独居，行动速度较为缓慢，且喜欢接近水面的广阔水域中进行游弋寻找食物来源。16世纪前，鲨鱼被海员称为“海狗”（sea dogs），远洋白鳍鲨是最为常见的跟船鲨鱼，其兴趣被激起时会表现出一些与狗相似的行为：当发现可能成为食物的物体时，它会一直跟着该物体，行动上很谨慎但绝不放弃。如果受到驱逐，则会后退并保持安全距离，但在适当的时机出现时会立即冲上前。远洋白鳍鲨的游泳速度不快，但有加速突袭的能力。远洋白鳍鲨经常会与鐮狀真鯊争夺食物，与平常较为悠闲的行动习惯相比，它们也可以表现出较强的攻击性。
当出现丰富的食物来源时，多条远洋白鳍鲨经常会一起进食，这个过程中可能会出现疯狂进食现象。这种现象似乎不是由水中的血液或是其杀戮欲引发的，而是来自于这一物种高度紧张和目标导向的天性。远洋白鳍鲨是一种竞争性的机会主义猎食者，会利用眼前的资源伺机捕食，而不善于避免困难以便将来可以更轻易地获得食物。
远洋白鳍鲨在性别和尺寸上没有明显区别，它们会跟随成群的金枪鱼和乌贼，也会与成群的海豚和领航鲸等鲸目动物一起游动，吃掉后者所剩的食物。他们有跟随钓饵鱼和远洋船舶的本能。当有人在温暖的水域捕鲸时，远洋白鳍鲨往往会攻击死鱼而造成大量浮尸。

## 繁殖
初夏是大西洋西北部和印度洋西南部的远洋白鳍鲨的交配季节，但在太平洋捕获的雌性常年都可以发现怀有身孕，说明在这里的交配季节时间更长。遠洋白鰭鯊胎生，胚胎在母鲨的子宫内发育，通过胎盘孕囊获得营养，妊娠期为一年。一胎可以产下1到15条幼鲨，每条长度约为0.6米。雄性一般长到1.75米时达到性成熟，雌性则是2米。

## 和人類的關係

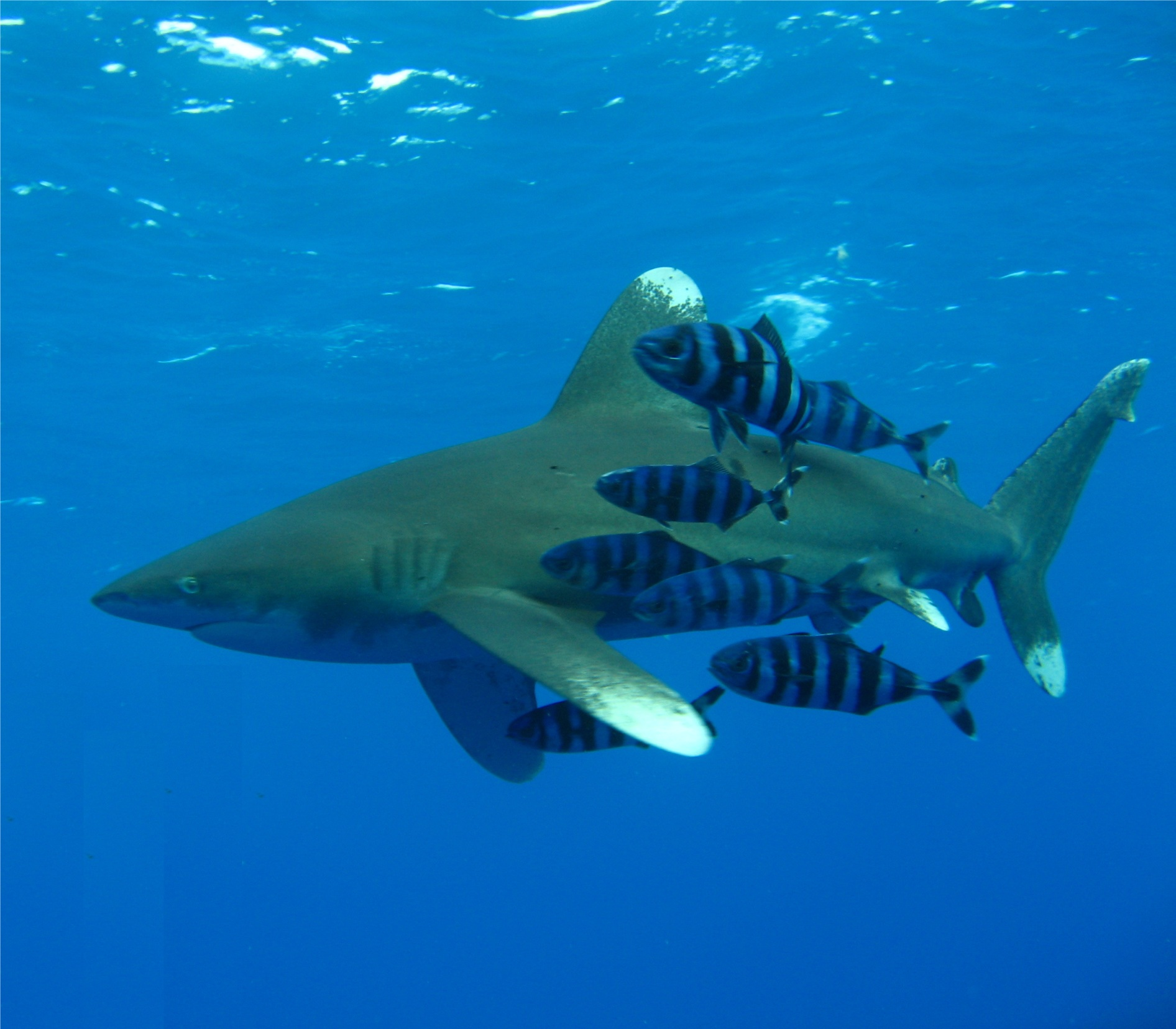
远洋白鳍鲨和一小群舟鰤

远洋白鳍鲨的鳍、肉和油都有较高的经济价值。肉可以鲜食、熏食、干制和盐腌，它的皮可制成皮革。远洋白鳍鲨生活的所有水域都有被捕获，但多数是被延绳钓上为其它鱼种准备的诱饵吸引过来的。
海洋研究员雅克-伊夫·库斯托曾形容远洋白鳍鲨是“最危险的一种鲨鱼”。虽然大白鲨及其他近海鲨鱼有着更大的恶名，但由于远洋白鳍鲨会猎食船难或空难的幸存者，所以人们怀疑远洋白鳍鲨是多起针对人类致命攻击的罪魁祸首。这样的事件没有包括在20世纪和21世纪的常见鲨鱼攻击指数中，因此记载的远洋白鳍鲨攻击事件不多，截止2009年还只有5起。1945年7月30日，美国海军波特蘭級重巡洋艦印第安納波利斯號被日本潜艇发射的鱼雷击中而沉没，虽然报告中称大部分人都是死于鱼雷爆炸而非鲨鱼攻击，但许多人认为远洋白鳍鲨对多名在起初的沉没过程中幸存的水手进行了攻击。
同样在第二次世界大战期间，一艘承载了近千人的汽轮“新斯科舍号”（Nova Scotia）在南非附近遭一艘德军潜艇击沉。许多人被远洋白鳍鲨所害，最终仅有192人生还。
2010年，远洋白鳍鲨因牵扯进了埃及红海接近沙姆沙伊赫地区发生的多起攻击游客事件而声名狼籍，并出现在了一期名为《无赖鲨鱼》（Rogue Sharks）的《鯊魚週》节目上。人们根据咬痕辨认出这条鲨鱼，越来越多的证据显示它已经习惯于人工喂食。潜水员用一个简易装置来给鲨鱼喂食，而它在看到潜水员背着的腰包里还有鱼留着没有喂给自己时就会对潜水员和浮潜装置发动攻击。鲨鱼还以潜水员的臀部和大腿为目标，希望可以获得一顿大餐。红海这一区域的过度捕捞导致情况进一步恶化，因为鲨鱼不得不更接近海岸来寻找食物，因此出现了攻击游客的事件。
由于远洋白鳍鲨就像尖吻鲭鲨和大青鲨一样是一种开阔水域鱼种，因此其圈养表现不佳。截止2013年3月，已知仅有一条圈养成功存活的远洋白鳍鲨，这条鲨鱼目前生活在蒙特雷灣水族館的外部海湾展览馆。这条鲨鱼还曾在《鯊魚週》的一期特别节目《玻璃下的鲨鱼》（Sharks Under Glass）中亮相。

## 保护状态
1969年，托马斯·H·林尼亚韦弗三世（Thomas H. Lineaweaver III）和理查德·H·巴库斯（Richard H. Backus）在两人合著的书中描述远洋白鳍鲨“（数量）显得格外丰富，可能是地球表面超过45公斤的大型动物里数量最丰富的。”2003年以前都还有少许对于其数量的进一步研究。但从1992年到2000年，大西洋西北部和中、西部的数量就下降了70%之多。而另一项集中对于墨西哥湾的调查采用了1950年代中期到1990年代末期美国远洋延绳钓的混合数据，最后的结论显示四十多年的时间里这一地区的远洋白鳍鲨数量下降了约99.3%。
根据这些研究结果，远洋白鳍鲨在國際自然保護聯盟瀕危物種紅色名錄上的状态从全球低危/近危被移到了受威胁/易危，而在大西洋西北部和中、西部则成了受威胁/极危。
根据1995年的联合国跨界鱼类种群与高度洄游鱼类种群养护和管理协议，沿海国家和捕鱼国家需要采取措施保护列表上的受威胁物种，但对于远洋白鳍鲨仍然没有什么进展。
从2013年初开始，生活在新西兰水域的远洋白鳍鲨因《1953年野生动物法》而获得了全面保护。
2013年3月，瀕危野生動植物種國際貿易公約附录2上增加了三类具有商业价值的濒危鲨鱼，分别是双髻鲨、遠洋白鰭鯊和鼠鲨，使针对这些种类鲨鱼的捕捞和商用需要接受监管并获得授权方可进行。

## 扩展阅读
- Compagno, Leonard J. V. . Princeton University Press. 1988. ISBN 0-691-08453-X.
- Compagno, Leonard J. V.  (PDF) 4. Rome: FAO. 1984  [2013-09-06].
- Eschmeyer, William N. . California Academy of Sciences. 1998. ISBN 0-940228-47-5.
- Backus, Richard H.; Springer, Stewart; Arnold, Jr., Edgar L.  3. Deep-Sea Research. 1956.
- Ellis, Richard.  1. New York: Alfred A. Knopf. 1989-04-22. ISBN 978-0679722106.
- Ron and Valerie Taylor. . Sydney: Reader's Digest. 1993-01-01. ISBN 978-0864380470.
- Froese, R. & Pauly, D. (eds.) (2005). Carcharhinus longimanus. FishBase. Version 2005-09.
- Baum et al. . The IUCN Red List of Threatened Species 2005.   [2006-05-11]. Database entry includes a lengthy justification of why this species is vulnerable
- A. J. Bass, J. D. D'Aubrey and N. Kistnasamy, Sharks of the east coast of southern Africa. 1. The genus Carcharhinus (Carcharhinidae), 1973, Oceanographic Research Institute, Durban
- Leonard J. V. Compagno, FAO Species Catalogue, Vol. 4, Parts 1 and 2, Sharks of the World, 1984, Rome: FAO
- Jeremy Stafford-Deitsch, Shark: A Photographer's Story, 1988, San Francisco: Sierra Club Books
- Froese, R. & Pauly, D. (eds.) (2005). Carcharhinus longimanus. FishBase. Version 2005-09.
- . ITIS.